# 裏谷玲央
裏谷 玲央（うらたに れお、男性、1985年11月11日 - ）は、日本のゲームミュージックの作曲家、編曲家。株式会社カプコンを退職後、REI MUSICを創業。

## 概要

### 人物
株式会社カプコンを退職後、REI MUSICを創業。
カプコンでは、主にモンスターハンターシリーズの楽曲を手掛けており、『モンスターハンター3』以降のシリーズ楽曲制作を担当している。
『モンハン日記 ぽかぽかアイルー村』ではサウンド監修を務め、
『モンスターハンタークロス』『モンスターハンターダブルクロス』ではサウンドディレクター及びメインコンポーザーとして活躍している。
また開発中止となった幻のゲーム『ロックマンDASH3』のメインコンポーザーを担当していた。
耳に残るキャッチーな音楽を作曲することを心掛けているとのこと。

## BlackLute
2012年にモンスターハンターシリーズの楽曲をよりユーザーに伝えたいという思いから、当事カプコン所属の作曲家であった牧野忠義と共に結成されたギターユニット。
モンスターハンターシリーズの楽曲をロックアレンジしたものを演奏し、同年に1stアルバム『BlackLute』を発表。
狩猟音楽祭では東京フィルハーモニー交響楽団やHIDE+HIDEと共演しており、モンハンフェスタでも生演奏を行っていた。
2020年現在、牧野、裏谷共にカプコンから独立した為、BlackLute名義での活動は休止状態となっている。

## 主な作品

### 2008年
- 機動戦士ガンダム ガンダムVS.ガンダム
- TATSUNOKO VS. CAPCOM ULTIMATE ALL-STARS

### 2009年
- モンスターハンター3

### 2010年
- モンスターハンターポータブル3rd

### 2011年
- ロックマンDASH3【開発中止】
- モンスターハンターポータブル3rd HD Ver.
- モンハン日記 ぽかぽかアイルー村G

### 2013年
- モンスターハンター4

### 2015年
- モンスターハンタークロス

### 2017年
- モンスターハンターダブルクロス
- ULTRA STREET FIGHTER Ⅱ The Final Challengers

## ディスコグラフィ

### 2011年
- モンスターハンター狩猟音楽集3 ～モンスターハンターポータブル3rd＆レアトラック～（作曲）
- モンスターハンター 狩猟音楽集 スペシャルパック（作曲）
- We are ROCK-MEN!（編曲・ギター）
- モンスターハンター オーケストラコンサート ～狩猟音楽祭2011～（作曲）

### 2012年
- BlackLute 〜Monster Hunter Guitar Arrange〜（BlackLute名義／作曲・編曲・ギター）
- MONSTER HUNTER 2004-2012 -HUNT-（作曲）
- MONSTER HUNTER 2004-2012 -LIFE-（作曲）
- モンスターハンター オーケストラコンサート 〜狩猟音楽祭2012〜（作曲）

### 2013年
- モンスターハンター オルゴールアレンジ 〜潮騒の記憶〜（作曲）
- モンスターハンター4 オリジナル・サウンドトラック（作曲）

### 2014年
- モンスターハンター コンピレーション "RE:"MIX チップチューン（作曲）
- モンスターハンター10周年 コンピレーション・アルバム【セルフカバー】（作曲・編曲）
- MONSTER HUNTER DISCO REMIX（作曲）
- モンスターハンター 10周年記念オーケストラコンサート 〜狩猟音楽祭2014〜（作曲）

### 2015年
- モンスターハンター 狩猟音楽集IV（作曲）
- MONSTER HUNTER THE JAZZ（作曲）
- モンスターハンター オーケストラコンサート 狩猟音楽祭2015（作曲）
- モンスターハンタークロス オリジナル・サウンドトラック（作曲・作詞）

### 2016年
- モンスターハンター オーケストラコンサート ～狩猟音楽祭2016～（作曲）
- めがみめぐり（ギター）

### 2017年
- モンスターハンター アレンジバラエティパック（作曲・編曲・ギター）
- モンスターハンター 狩猟音楽集XX（作曲・作詞）
- モンスターハンターダブルクロス ミラクル☆ミルクティ（作曲・編曲・作詞）
- モンスターハンター オーケストラコンサート 狩猟音楽祭2017（作曲）

| スタブアイコン | サブスタブ | この項目は、まだ閲覧者の調べものの参照としては役立たない、音楽関係者（バンド等）に関連した書きかけの項目です。この項目を加筆・訂正などしてくださる協力者を求めています（P:音楽/PJ:芸能人）。 |